# Arktische Spitzmaus

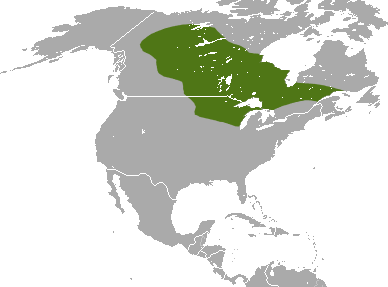
Verbreitungsgebiet der Arktischen Spitzmaus

Die Arktische Spitzmaus (Sorex arcticus) ist eine im Norden Nordamerikas vorkommende Art der Gattung Rotzahnspitzmäuse. Exemplare aus der Paläarktis, die zeitweilig zu dieser Art gezählt wurden, werden seit den 1980er Jahren der Tundra-Rotzahnspitzmaus zugerechnet.

## Merkmale
Ausgewachsene Exemplare erreichen eine Gesamtlänge von 101 bis 124 mm, inklusive eines 30 bis 40 mm langen Schwanzes sowie ein Gewicht von 6 bis 13,5 g. Die Länge der Hinterfüße beträgt 12 bis 15 mm. Bei älteren Jungtieren und bei erwachsenen Individuen ist das Fell in drei deutliche Farbbereiche aufgeteilt. Dabei ist der Rücken dunkelbraun, die Körperseiten mittelbraun und die Unterseite hellgrau oder hellbraun. Das braune Fell der jüngeren Jungtiere wird vom Rücken zum Bauch leicht heller ohne deutliche Grenzen. Der Fellwechsel zur dreifarbigen Variante kann Ende Juli beginnen und ist bis November bei allen Exemplaren abgeschlossen. Bei der Arktischen Spitzmaus ist der dritte einspitzige Zahn größer als der vierte. Im diploiden Chromosomensatz kommen bei Weibchen 28 und bei Männchen 29 Chromosomen vor.

## Verbreitung
Diese Spitzmaus bewohnt das Gebiet östlich der Rocky Mountains vom Territorium Yukon in Kanada bis zur mittleren und südlichen Hudson Bay sowie über North Dakota und den Norden Iowas bis zum südlichen Michigansee. Die nördliche Grenze des Verbreitungsgebiets läuft im Norden über zentrale Bereiche der Provinz Québec weiter bis zum Sankt-Lorenz-Golf. Östlich des Michigansees erreicht die Art im Süden das nördliche Ufer des Huronsees und den Osten Ontarios. Weiter östlich lebende Populationen zählen seit 2002 zur Meerspitzmaus (Sorex maritimensis).
Die Arktischen Spitzmaus hält sich vorwiegend auf feuchten oder zeitweilig überfluteten Grasflächen und auf Waldlichtungen auf. Sie besucht auch Moore, in denen die Ostamerikanische Lärche und Fichten vorherrschen sowie Sümpfe mit Zypressengewächsen.

## Lebensweise
Die Arktische Spitzmaus kann am Tage und nachts aktiv sein. Sie legt für Ruhezeiten ein kugelförmiges Nest an, das unter Holzklötzen oder anderen Gegenständen versteckt wird. Die Individuen fressen überwiegend Insekten, wie Larven von Pflanzenwespen oder Grashüpfer, die gelegentlich mit anderen Gliederfüßern komplettiert werden.
Die Fortpflanzung erfolgt in südlichen Teilen des Verbreitungsgebiets vom Winterende bis zum Hochsommer. Die durchschnittliche Anzahl der Würfe pro Jahr beträgt drei. Es kommen pro Wurf fünf bis neun Jungtiere vor, nach einer Trächtigkeit von drei Wochen. Im zeitigen Frühjahr geborene Tiere können sich bei guten Bedingungen noch im selben Jahr paaren. Der Austausch einer Population erfolgt schnell, da etwa 80 Prozent der Jungtiere die Geschlechtsreife nicht erleben. Ende Juli sind nur noch wenige erwachsene Exemplare, die den Winter überlebt haben, vorhanden.
Vermutlich fällt die Arktische Spitzmaus Fressfeinden wie Schlangen, Eulen, Mardern, Füchsen und Katzen zum Opfer.

## Gefährdung
Für den Bestand der Art sind keine Bedrohungen bekannt. Da die Gesamtpopulation als stabil gilt, wird die Arktische Spitzmaus von der IUCN als „nicht gefährdet“ (least concern) gelistet.